# Ian Brennan
Ian Brennan (Mount Prospect ,(Illinois); 23 de abril de 1978), es un escritor, actor, productor y director de televisión, más conocido por su trabajo en la serie Glee.

## Primeros años
Brennan es hijo de John y Charman Brennan. Su hermana, Sarah Brennan, es una de las fundadoras de la Amandla Charter School, en Chicago. Ian pasó cuatro años en la secundaria Prospect High School, en Mount Prospect, Illinois a mediados de los años 1990, y fue miembro del coro de la escuela, aunque ese período no lo halló muy confortable. Debido a sus aspiraciones como actor, y a que el director musical de su secundaria era también el director del coro, se unió al grupo para buscar ser elegido en producciones musicales. Brennan considera a su director de teatro de la Prospect High School, John Marquette, como su inspiración para seguir la carrera de actor. El personaje Will Schuester, en Glee, se halla parcialmente basado en Marquette. Poco después, Brennan comenzó a estudiar teatro en la Loyola University Chicago. Se graduó en 2000 y, tras actuar un tiempo en Chicago, así como estudiar en el The Second City Training Center y trabajar con los teatros Steppenwolf y Goodman Theatres, se mudó a Nueva York para proseguir con su trayectoria como actor. Ha participado en producciones off-Broadway en los teatros Vineyard, Playwrights Horizons y MCC. Su experiencia inicial como escritor se limitó a sketches en la secundaria y en la universidad; Brennan se refiere a esta fase como «terrible».

## Trayectoria
Brennan concibió a su personaje en Glee a partir de sus propias experiencias como integrante del coro de la Prospect High School. En sus palabras: «me pareció interesante que hay ese algo en todos nosotros, un anhelo por algo trascendente, en particular en un lugar como Mt. Prospect, un sitio que es muy suburbano, normal y simple. Aún en lugares así, existe este deseo de brillar. Eso es muy fascinante y divertido para mí, sobre todo cuando la gente trata de lograr esto a través del coro - el cual, para mí, es inherentemente un poco ridículo». En 2005, un director de coro de Prospect High fue acusado de mostrar un comportamiento inadecuado con un estudiante, por lo que se lo condenó a prisión debido a un abuso sexual criminal. Brennan se inspiró en ese evento, y, en agosto de ese año, compró una copia de «Screenwriting for Dummies» y escribió el primer boceto para Glee, contemplado al principio como una película en vez de una serie televisiva. Terminó su guion poco después, aunque no logró que se interesaran en el proyecto por varios años.

## Filmografía

### Como actor
| Año  | Título                       | Papel                        | Notas                                |
| ---- | ---------------------------- | ---------------------------- | ------------------------------------ |
| 2000 | Early Edition                | Valet                        | Episodio: "Everybody Goes to Rick's" |
| 2000 | Too Much Flesh               | Bert                         | Película                             |
| 2002 | No Sleep 'til Madison        | Dave                         | Película                             |
| 2006 | Flourish                     | Dr. Carter Kaufman           | Película                             |
| 2006 | Growing                      | Jeremy                       | Cortometraje, también escritor       |
| 2006 | Save the Last Dance 2        | Franz                        | Película                             |
| 2007 | I Think I Love My Wife       | Department Store Salesman #1 | Película                             |
| 2007 | Law & Order: Criminal Intent | Lance Morein                 | Episodio: "Renewal"                  |
| 2007 | CSI: NY                      | Joe Silver                   | Episodio: "Buzzkill"                 |
| 2008 | New Amsterdam                | Chris Duncan                 | Episodio: "Keep the Change"          |
| 2009 | Staten Island                | Hippie in Tree               | Película                             |
| 2011 | The Glee Project             | Él mismo (juez)              | Concurso                             |

### Como creador
| Año           | Título                                     | Créditos | Créditos | Créditos            | Notas                   |
| Año           | Título                                     | Director | Escritor | Productor ejecutivo | Notas                   |
| ------------- | ------------------------------------------ | -------- | -------- | ------------------- | ----------------------- |
| 2009–2015     | Glee                                       | Sí       | Sí       | Sí                  | También narrador        |
| 2015–2016     | Scream Queens                              | Sí       | Sí       | Sí                  |                         |
| 2018          | LA to Vegas                                | No       | Sí       | No                  | Episodio: "#PilotFight" |
| 2019–2020     | The Politician                             | Sí       | Sí       | Sí                  |                         |
| 2020          | Hollywood                                  | No       | Sí       | Sí                  | Miniserie               |
| 2020–presente | Ratched                                    | No       | Sí       | Sí                  |                         |
| 2021          | Halston                                    | No       | Sí       | Sí                  | Miniserie               |
| 2022–presente | Dahmer – Monster: The Jeffrey Dahmer Story | No       | Sí       | Sí                  | Serie antológica        |
| 2022–presente | The Watcher                                | No       | Sí       | Sí                  |                         |